# Új Kelet (folyóirat, 1994–1998)
Az Új Kelet 1994–1998 között megjelentetett Szabolcs-Szatmár-Bereg megyei kezdetben pár hónapig heti rendszerességgel kinyomtatott hír-, majd napilap. 1998-ban felvásárolta a Kelet-Magyarország című napilap.

## Története
Az első próbaszám 1994. január 28-án jelent meg, akkor még Felső-Tisza-vidéki hírlapként. Főszerkesztője Tarnavölgyi György volt, a Nyírségi Nyomdában nyomtatták és a posta terjesztette, kiadója az MTC Press volt. Az indítótőkét vállalkozók és vállalatok adták össze. Célja az volt, hogy a régióban egyeduralkodó Kelet-Magyarország napilap mellett legyen egy másik lapja is a megyének. A 9. számig hetente jelent meg, majd 1994. április 1-jétől napilap lett. Az évet az 1994-es országgyűlési és önkormányzati választások határozták meg.
Többen az Esti Szó - Heti Szó szerkesztőségétől szerződtek a laphoz, melynél nagy volt a fluktuáció.
1995 tavaszán Kézy Béla került a lap élére, a kiadó az Új Kelet Press Bt. lett. 1997. novemberétől a Start Rehabilitációs Vállalat és Intézményei vették át.
Mivel egészen addig nem sikerült megteremteni a lap – elsősorban – anyagi, illetve tárgyi, szakmai és személyi feltételeit, 1998 júniusában a lap megszűnt. A Kelet-Magyarország felvásárolta és olvasóit, előfizetőei átvette. Harmincöt dolgozó munka nélkül maradt, akik közül tizenkilenc újságíró, fotós és szerkesztő volt.

## Ostar-díj
Első alkalommal 1996-ban rendezték meg az Ost-star (Kelet csillaga) díjkiosztó gálaestet a nyíregyházai Móricz Zsigmond Színház évadzáró ünnepsége keretében. Az ötletgazda az intézmény akkori igazgatója, Verebes István volt. A végső eredményről a nyíregyházi Móricz Zsigmond Színház társulat tagjai és a város ezzel megbízott színházértő szakemberei döntöttek az adott évad kategóriáiban jelölt tagok vagy vendégművészek teljesítmények közül egyenkénti titkos szavazással. Az átadási ceremónia az Oscar-díjátadó hangulatát próbálta idézni, így a rendezvényen évente egy életműdíj is kiosztásra került, akit az előző évi díjazott nevezett és jelölt.
1998-ban még meghirdették a rendezvényt június 6-ára.
A díj, amit az ötletgazda, Verebes István tervezett, egy fehér iránytűt formázó porcelánszobrocska, aminek keletre mutató ága kék színű.
| Év        | Kategória                                 | Díjazott(ak)                         | Milyen szerepért kapta                                                        |
| --------- | ----------------------------------------- | ------------------------------------ | ----------------------------------------------------------------------------- |
| 1996      | legjobb női szereplő                      | Varjú Olga                           | na.                                                                           |
| 1996      | legjobb női epizodista                    | Varjú Olga                           | na.                                                                           |
| 1996      | legjobb férfi szereplő                    | Gazsó György                         | A velencei kalmárban Shylockot megformálásáért                                |
| 1996      | legjobb férfi epizodista                  | Avass Attila                         | A Senki sem tökéletesben Specc Kolombo megformálásáért                        |
| 1996      | a legjobb dalért                          | Gazsó György                         | Kérek egy kulcsot a szívedhez a Senki sem tökéletes című előadásban           |
| 1996      | a legjobb dalért                          | Bede-Fazekas Szabolcs                | Kérek egy kulcsot a szívedhez a Senki sem tökéletes című előadásban           |
| 1996      | legjobb rendezés                          | Bagó Bertalan                        | Az Ötödik Frank adaptáció rendezéséért                                        |
| 1996      | legjobb díszletterv                       | Galambos Péter                       | Az Utas és holdvilág szcenikusaként                                           |
| 1996      | legjobb jelmez                            | Gyarmathy Ágnes                      | két színmű jelmezeinek megálmodásáért: az Übü király és a Senki sem tökéletes |
| 1996      | legjobb hatás elérése                     | Lencsés István, ügyelő               | a Senki sem tökéletes című darab „levezényléséért”                            |
| 1996      | legjobb külön-teljesítmény                | Megyeri Zoltán                       | a stúdiósok Csókos asszony című vizsgaelőadásának mestereként                 |
| Életműdíj | Életműdíj                                 | Bárány Frigyes                       | Bárány Frigyes                                                                |
| 1997      | legjobb női szereplő                      | Csorna Judit                         | az A vágy villamosa főszerepében nyújtott teljesítményéért                    |
| 1997      | legjobb női epizódalakítás                | Gábos Katalin                        | A Sirály Másájaként                                                           |
| 1997      | legjobb férfi szereplő                    | Kerekes László                       | Mitch megformálásáért az A vágy villamosában                                  |
| 1997      | legjobb férfi epizódalakítás              | Horváth László Attila                | a Bál a Savoyban Pomeroljaként                                                |
| 1997      | legjobb rendezés                          | Szász János                          | az A vágy villamosa rendezéséért                                              |
| 1997      | legjobb díszletterv                       | Székely László                       | Vén Európa Hotel                                                              |
| 1997      | legjobb jelmez                            | Húros Annamária                      | Férj az ágy alatt jelmeztervéért                                              |
| 1997      | „legjobb színpadi hatás”                  | Ács Zoltán                           | na.                                                                           |
| 1997      | „legjobb színpadi hatás”                  | Engi Gábor                           | na.                                                                           |
| 1997      | „legjobb műsorrenden kívüli teljesítmény” | Szabó Tünde                          | a Korona Pódiumon bemutatott Szomorú vasárnap című előadásért                 |
| 1997      | „legjobb műsorrenden kívüli teljesítmény” | Hetey László                         | a Korona Pódiumon bemutatott Szomorú vasárnap című előadásért                 |
| 1997      | „legjobb műsorrenden kívüli teljesítmény” | Horváth László Attila                | a Korona Pódiumon bemutatott Szomorú vasárnap című előadásért                 |
| 1997      | „legfeddhetetlenebb munkamorál”           | Kocsis Gyöngyvér, művészeti főtitkár | –                                                                             |
| Életműdíj | Életműdíj                                 | Szigeti András                       | Szigeti András                                                                |